# A.S.A.B
A.S.A.B（エイサブ）は、エイベックス・ミュージック・クリエイティヴのレコードレーベル。

## 概要
2019年4月に発足した"ミュージックコミュニティーレーベル"。変革期を迎えた音楽ビジネスにおいて、従来のレーベルビジネスだけでなく、外部の様々な分野のパートナーとコミュニティを形成しながら、アーティストエージェント、作家のマネージメント、ライブやフェスティバルの制作、オウンドメディアの開発などを実施し、音楽カルチャーをグローバルに展開していくことを目的として始動した。
レーベル名「A.S.A.B」は、「A Sound As BLUE」の略称で、"A"は「Aoyama Area」、"S"は「Sound（健全で完全なもの）」、"A"は「Alternative」、"B"は「Blue chip、Blue ocean」の意味が込められている。
規格品番は、土岐麻子らがかつて所属していた rhythm zone の RZ** をそのまま継続し割り振られている。
2020年12月31日に瑛人が所属アーティスト初の『NHK紅白歌合戦』出場を果たした。

## 所属アーティスト
- あたらよ（2022年〜）
- AmPm（2020年〜）（rhythm zoneから移籍）
- 瑛人（2020年〜）[4]
- 大橋トリオ（2019年〜）（rhythm zoneから移籍）
- KERENMI（2022年〜）（TOY'S FACTORYから移籍）
- kojikoji（2022年〜）（Broth Worksにも在籍）
- Gorilla Attack（2020年〜）
- THE CHARM PARK（2019年〜）（rhythm zoneから移籍）
- 佐藤千亜妃（2022年〜）（EMI Recordsから移籍）
- SIRUP（2019年〜）（Suppage Recordsにも在籍）
- 須田景凪（2024年〜）（unBORDEから移籍）
- 空音（2022年〜）（SPEEDSTAR RECORDSより移籍、Broth Worksにも在籍）
- Chilli Beans.（2021年〜）
- 土岐麻子（2019年〜）（rhythm zoneから移籍）
- Paledusk（2025年〜)
- みゆな（2019年〜）
- muque（2023年〜）
- MONKEY MAJIK（2020年〜）（binyl recordsから移籍）
- MONDO GROSSO（2021年〜）（cutting edgeから移籍）